# Джардинело
Джардинѐло (на италиански: Giardinello, на сицилиански Jardineddu, Ярдинеду) е село и община в Южна Италия, провинция Палермо, автономен регион и остров Сицилия. Разположено е на 275 m надморска височина. Населението на общината е 2260 души (към 2010 г.).